# Францот, Вальтер
Вальтер Францот (итал. Walter Franzot; род. 22 ноября 1949, Червиньяно-дель-Фриули, Фриули-Венеция-Джулия) — итальянский футболист, полузащитник.

## Карьера

### Клубная карьера
Во взрослом футболе дебютировал в 1965 году в клубе «Санджорджина», за молодёжную команду которого выступал несколькими сезонами ранее.
В 1966 году присоединился к другому итальянскому клубу «Удинезе», где провёл следующие три сезона своей игровой карьеры. В 1969 году стал выступать за «Рому». В 1972 году вместе с командой стал обладателем Англо-итальянского кубка. В 1973 году перешёл в клуб «Эллас Верона», за который выступал на протяжении восьми сезонов. Завершил карьеру футболиста в 1984 году в клубе «Монтебеллуна», в котором играл с 1981 года. Всего за свою игровую карьеру принял участие в 184 матчах итальянской Серии A, в которых забил 8 голов.

### Карьера в молодёжной сборной
В 1969 году дебютировал в официальных матчах в составе национальной сборной Италии до 21 года. Всего в составе молодёжной сборной принял участие в пяти матчах, не отметившись забитыми мячами.

### Тренерская карьера
В 1988 году стал тренировать основной состав клуба «Гроссето», но покинул команду спустя один сезон.
В 1994—1995 и 1998—1999 годах возглавлял тренерский штаб клуба «Тренто», после чего завершил активную карьеру тренера.

## Достижения
«Рома»
- Обладатель Англо-итальянского кубка: 1972